# Mandatariusz (urząd)
Mandatariusz – urząd w dawnej administracji galicyjskiej utworzony przez władze austriackie w 1781 roku. Mandatariusz wykonywał czynności policyjno-administracyjno-sądowe w stosunku do ludności chłopskiej osiadłej na obszarze dominium, w sprawach związanych z pańszczyzną. Urząd został zlikwidowany w 1849 roku, co było konsekwencją uwłaszczenia chłopów na terenie Galicji.